# Llista d'asteroides/190301-190400
| Nom      | Designació provisional | Data de descobriment   | Lloc de descobriment | Descobridor/s                        |
| -------- | ---------------------- | ---------------------- | -------------------- | ------------------------------------ |
| 190301 - | 1996 RA14              | 8 de setembre de 1996  | Kitt Peak            | Spacewatch                           |
| 190302 - | 1996 XE21              | 7 de desembre de 1996  | Kitt Peak            | Spacewatch                           |
| 190303 - | 1997 AH10              | 9 de gener de 1997     | Kitt Peak            | Spacewatch                           |
| 190304 - | 1997 EP4               | 2 de març de 1997      | Kitt Peak            | Spacewatch                           |
| 190305 - | 1997 LJ1               | 1 de juny de 1997      | Kitt Peak            | Spacewatch                           |
| 190306 - | 1997 MB6               | 26 de juny de 1997     | Kitt Peak            | Spacewatch                           |
| 190307 - | 1997 RA13              | 6 de setembre de 1997  | Caussols             | ODAS                                 |
| 190308 - | 1997 SZ5               | 23 de setembre de 1997 | Kitt Peak            | Spacewatch                           |
| 190309 - | 1997 SX13              | 28 de setembre de 1997 | Kitt Peak            | Spacewatch                           |
| 190310 - | 1997 TW                | 2 d'octubre de 1997    | Sormano              | V. Giuliani                          |
| 190311 - | 1997 TM2               | 3 d'octubre de 1997    | Caussols             | ODAS                                 |
| 190312 - | 1997 TK27              | 3 d'octubre de 1997    | Caussols             | ODAS                                 |
| 190313 - | 1997 UP12              | 23 d'octubre de 1997   | Kitt Peak            | Spacewatch                           |
| 190314 - | 1997 VU1               | 1 de novembre de 1997  | Ondřejov             | P. Pravec, L. Šarounová              |
| 190315 - | 1997 VY4               | 5 de novembre de 1997  | Nachi-Katsuura       | Y. Shimizu, T. Urata                 |
| 190316 - | 1997 WC22              | 28 de novembre de 1997 | Xinglong             | Beijing Schmidt CCD Asteroid Program |
| 190317 - | 1997 XU13              | 4 de desembre de 1997  | La Silla             | Uppsala-DLR Trojan Survey            |
| 190318 - | 1998 DN24              | 22 de febrer de 1998   | Kitt Peak            | Spacewatch                           |
| 190319 - | 1998 FN29              | 20 de març de 1998     | Socorro              | LINEAR                               |
| 190320 - | 1998 HD33              | 20 d'abril de 1998     | Socorro              | LINEAR                               |
| 190321 - | 1998 HH42              | 24 d'abril de 1998     | Kitt Peak            | Spacewatch                           |
| 190322 - | 1998 HZ83              | 21 d'abril de 1998     | Socorro              | LINEAR                               |
| 190323 - | 1998 KR5               | 19 de maig de 1998     | Kitt Peak            | Spacewatch                           |
| 190324 - | 1998 OC13              | 26 de juliol de 1998   | La Silla             | E. W. Elst                           |
| 190325 - | 1998 QQ60              | 27 d'agost de 1998     | Ondřejov             | L. Šarounová                         |
| 190326 - | 1998 QD69              | 24 d'agost de 1998     | Socorro              | LINEAR                               |
| 190327 - | 1998 QE85              | 24 d'agost de 1998     | Socorro              | LINEAR                               |
| 190328 - | 1998 RA12              | 13 de setembre de 1998 | Kitt Peak            | Spacewatch                           |
| 190329 - | 1998 RK14              | 14 de setembre de 1998 | Kitt Peak            | Spacewatch                           |
| 190330 - | 1998 RO25              | 14 de setembre de 1998 | Socorro              | LINEAR                               |
| 190331 - | 1998 RL41              | 14 de setembre de 1998 | Socorro              | LINEAR                               |
| 190332 - | 1998 RC60              | 14 de setembre de 1998 | Socorro              | LINEAR                               |
| 190333 - | 1998 SX14              | 23 de setembre de 1998 | Kleť                 | Kleť                                 |
| 190334 - | 1998 SM59              | 17 de setembre de 1998 | Anderson Mesa        | LONEOS                               |
| 190335 - | 1998 SJ76              | 19 de setembre de 1998 | Socorro              | LINEAR                               |
| 190336 - | 1998 SD83              | 26 de setembre de 1998 | Socorro              | LINEAR                               |
| 190337 - | 1998 SS96              | 26 de setembre de 1998 | Socorro              | LINEAR                               |
| 190338 - | 1998 SZ108             | 26 de setembre de 1998 | Socorro              | LINEAR                               |
| 190339 - | 1998 SC117             | 26 de setembre de 1998 | Socorro              | LINEAR                               |
| 190340 - | 1998 SX168             | 18 de setembre de 1998 | Anderson Mesa        | LONEOS                               |
| 190341 - | 1998 TS15              | 15 d'octubre de 1998   | Caussols             | ODAS                                 |
| 190342 - | 1998 TJ20              | 13 d'octubre de 1998   | Kitt Peak            | Spacewatch                           |
| 190343 - | 1998 TZ24              | 14 d'octubre de 1998   | Kitt Peak            | Spacewatch                           |
| 190344 - | 1998 TO29              | 15 d'octubre de 1998   | Kitt Peak            | Spacewatch                           |
| 190345 - | 1998 UR14              | 23 d'octubre de 1998   | Kitt Peak            | Spacewatch                           |
| 190346 - | 1998 UG33              | 28 d'octubre de 1998   | Socorro              | LINEAR                               |
| 190347 - | 1998 VD19              | 10 de novembre de 1998 | Socorro              | LINEAR                               |
| 190348 - | 1998 VE28              | 10 de novembre de 1998 | Socorro              | LINEAR                               |
| 190349 - | 1998 WL7               | 23 de novembre de 1998 | Socorro              | LINEAR                               |
| 190350 - | 1998 WD28              | 18 de novembre de 1998 | Kitt Peak            | Spacewatch                           |
| 190351 - | 1998 XV1               | 7 de desembre de 1998  | Caussols             | ODAS                                 |
| 190352 - | 1998 XC23              | 11 de desembre de 1998 | Kitt Peak            | Spacewatch                           |
| 190353 - | 1998 XK99              | 15 de desembre de 1998 | Caussols             | ODAS                                 |
| 190354 - | 1998 YC20              | 25 de desembre de 1998 | Kitt Peak            | Spacewatch                           |
| 190355 - | 1999 AR6               | 9 de gener de 1999     | Farra d'Isonzo       | Farra d'Isonzo                       |
| 190356 - | 1999 BY28              | 18 de gener de 1999    | Kitt Peak            | Spacewatch                           |
| 190357 - | 1999 CG11              | 12 de febrer de 1999   | Socorro              | LINEAR                               |
| 190358 - | 1999 CC147             | 9 de febrer de 1999    | Kitt Peak            | Spacewatch                           |
| 190359 - | 1999 FJ3               | 19 de març de 1999     | Socorro              | LINEAR                               |
| 190360 - | 1999 FL70              | 20 de març de 1999     | Apache Point         | SDSS                                 |
| 190361 - | 1999 FM82              | 20 de març de 1999     | Apache Point         | SDSS                                 |
| 190362 - | 1999 JX99              | 12 de maig de 1999     | Socorro              | LINEAR                               |
| 190363 - | 1999 JL134             | 15 de maig de 1999     | Catalina             | CSS                                  |
| 190364 - | 1999 LJ4               | 10 de juny de 1999     | Socorro              | LINEAR                               |
| 190365 - | 1999 RS23              | 7 de setembre de 1999  | Socorro              | LINEAR                               |
| 190366 - | 1999 RW39              | 12 de setembre de 1999 | Catalina             | CSS                                  |
| 190367 - | 1999 RE54              | 7 de setembre de 1999  | Socorro              | LINEAR                               |
| 190368 - | 1999 RR56              | 11 de setembre de 1999 | Socorro              | LINEAR                               |
| 190369 - | 1999 RT72              | 7 de setembre de 1999  | Socorro              | LINEAR                               |
| 190370 - | 1999 RZ78              | 7 de setembre de 1999  | Socorro              | LINEAR                               |
| 190371 - | 1999 RX81              | 7 de setembre de 1999  | Socorro              | LINEAR                               |
| 190372 - | 1999 RW82              | 7 de setembre de 1999  | Socorro              | LINEAR                               |
| 190373 - | 1999 RY84              | 7 de setembre de 1999  | Socorro              | LINEAR                               |
| 190374 - | 1999 RG86              | 7 de setembre de 1999  | Socorro              | LINEAR                               |
| 190375 - | 1999 RY98              | 7 de setembre de 1999  | Socorro              | LINEAR                               |
| 190376 - | 1999 RE104             | 8 de setembre de 1999  | Socorro              | LINEAR                               |
| 190377 - | 1999 RE107             | 8 de setembre de 1999  | Socorro              | LINEAR                               |
| 190378 - | 1999 RN108             | 8 de setembre de 1999  | Socorro              | LINEAR                               |
| 190379 - | 1999 RQ123             | 9 de setembre de 1999  | Socorro              | LINEAR                               |
| 190380 - | 1999 RS123             | 9 de setembre de 1999  | Socorro              | LINEAR                               |
| 190381 - | 1999 RJ132             | 9 de setembre de 1999  | Socorro              | LINEAR                               |
| 190382 - | 1999 RY134             | 9 de setembre de 1999  | Socorro              | LINEAR                               |
| 190383 - | 1999 RN151             | 9 de setembre de 1999  | Socorro              | LINEAR                               |
| 190384 - | 1999 RZ181             | 9 de setembre de 1999  | Socorro              | LINEAR                               |
| 190385 - | 1999 RP202             | 8 de setembre de 1999  | Socorro              | LINEAR                               |
| 190386 - | 1999 RU202             | 8 de setembre de 1999  | Socorro              | LINEAR                               |
| 190387 - | 1999 RL209             | 8 de setembre de 1999  | Socorro              | LINEAR                               |
| 190388 - | 1999 RW247             | 5 de setembre de 1999  | Kitt Peak            | Spacewatch                           |
| 190389 - | 1999 SC15              | 29 de setembre de 1999 | Catalina             | CSS                                  |
| 190390 - | 1999 TD60              | 7 d'octubre de 1999    | Kitt Peak            | Spacewatch                           |
| 190391 - | 1999 TL77              | 10 d'octubre de 1999   | Kitt Peak            | Spacewatch                           |
| 190392 - | 1999 TL82              | 12 d'octubre de 1999   | Kitt Peak            | Spacewatch                           |
| 190393 - | 1999 TO101             | 2 d'octubre de 1999    | Socorro              | LINEAR                               |
| 190394 - | 1999 TS108             | 4 d'octubre de 1999    | Socorro              | LINEAR                               |
| 190395 - | 1999 TR109             | 4 d'octubre de 1999    | Socorro              | LINEAR                               |
| 190396 - | 1999 TZ124             | 4 d'octubre de 1999    | Socorro              | LINEAR                               |
| 190397 - | 1999 TZ138             | 6 d'octubre de 1999    | Socorro              | LINEAR                               |
| 190398 - | 1999 TE142             | 7 d'octubre de 1999    | Socorro              | LINEAR                               |
| 190399 - | 1999 TQ144             | 7 d'octubre de 1999    | Socorro              | LINEAR                               |
| 190400 - | 1999 TG145             | 7 d'octubre de 1999    | Socorro              | LINEAR                               |